# Can Pujal (Lliçà d'Amunt)
Can Pujal és una masia de Lliçà d'Amunt inclosa en l'Inventari del Patrimoni Arquitectònic de Catalunya.

## Descripció
Masia de planta rectangular amb coberta a dues vessants i carener perpendicular a la façana principal. La façana és simètrica amb un cos central molt elevat. S'hi observen tres nivells, planta baixa, pis i golfes. El portal principal té l'arc rebaixat, just a sobre, a la planta pis hi ha un balcó de pedra treballada de la mateixa amplada que el portal; també a les golfes hi ha un balcó més petit. Finestres i balcons emmarcats amb carreus. Per accedir-hi hi ha un pedrís semicircular d'uns trenta o quaranta cm.